# Priekulė (przystanek kolejowy)
Priekulė – przystanek kolejowy w miejscowości Priekulė, w rejonie kłajpedzkim, w okręgu kłajpedzkim, na Litwie. Położony jest na linii Kretynga – Kłajpeda – Pojegi.
Dawniej stacja kolejowa. Przebudowana do przystanku w XXI w.